# Amphilochidea
Amphilochidea é uma das subordens dos crustáceos Amphipoda. É a segunda maior subordem dos anfípodes, após Senticaudata.
As espécies da subordem apresentam corpo comprimido lateralmente ou achatado dorsoventralmente com coxas grandes ou ocasionalmente pequenas. Possui pedúnculo da antena com cerdas em escova (fracamente desenvolvidas), e palpos maxilípedes bem desenvolvidos.

## Taxonomia

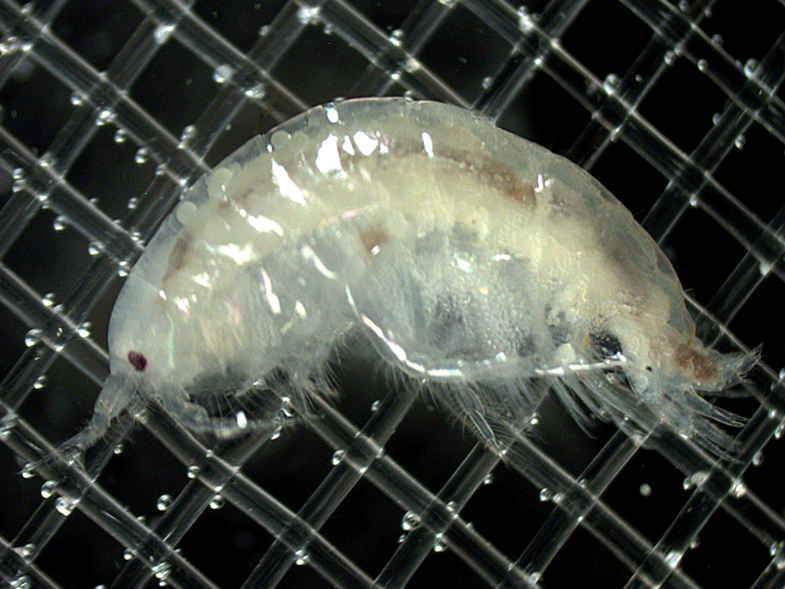
Monoporeia affinis (Amphilochidea)

Os Amphilochidea são uma subordem monofilética que contém as infraordens Amphilochida e Lysianassida. Inclui as seguintes superfamílias:
- Infraordem Amphilochida
  - Superfamília Amphilochoidea
  - Superfamília Iphimedioidea
  - Superfamília Leucothoidea
  - Superfamília Eusiroidea
  - Superfamília Liljeborgioidea
  - Superfamília Maxillipoidea
  - Superfamília Oedicerotoidea
- Infraordem Lysianassida
  - Superfamília Haustorioidea
  - Superfamília Alicelloidea
  - Superfamília Aristioidea
  - Superfamília Lysianassoidea
  - Superfamília Stegocephaloidea
  - Superfamília Dexaminoidea
  - Superfamília Synopioidea